# Colar
Colar es un cultivar de higuera de tipo higo común Ficus carica bífera es decir con dos cosechas por temporada, brevas de primavera-verano, e higos de otoño, de higos de epidermis con color de fondo negro y sobre color ausente. Se cultiva principalmente en el sureste español (región de Murcia y provincia de Alicante),

## Sinonimia
- Sin sinónimos,[7][8]

## Historia
Parece ser que el origen de la higuera es el Mediterráneo y sus frutos han sido muy apreciados por las diferentes culturas que se han asentado en las orillas de este mar a lo largo de los años. Pero otras fuentes indican que el higo procede de los países del Oriente Próximo, abarcando desde la zona mediterránea hasta el oeste de Asia. Sin embargo antiguas civilizaciones del Mediterráneo oriental usaron el higo mucho antes de que llegara a Europa.
Probablemente su cultivo se inició en Arabia meridional desde donde se extendió al resto de países. Posiblemente los fenicios fueron quienes difundieron el cultivo de la higuera en Chipre, Sicilia, Malta, Córcega, islas Baleares, península ibérica, Francia. Los griegos llevaron el fruto a Palestina y Asia Menor.
La variedad 'Colar' es oriunda del sureste de España unos pasos de mejora a partir de la variedad 'Albacor', y se cultiva en la provincia de Alicante. Esta variedad ha sido seleccionada por la « Estación Experimental Agraria de Elche »  entre otras muchas de las variedades de higos negros de la Comunidad Valenciana para su cultivo de forma comercial intensiva, ya que es  vigorosa y se adapta bien en los cultivos intensivos, aparte de sus buenas cualidades gustativas y productividad.

## Características
La higuera 'Colar' es una variedad del tipo higo común bífera (con dos cosechas por temporada, brevas de primavera-verano e higos de otoño).
Las brevas presentan una relación de calibres con respecto al % de los frutos:
| Calibre | +25 | 25    | 30    | 36    | 45 | 56 | -56 |
| ------- | --- | ----- | ----- | ----- | -- | -- | --- |
| (%)     |     | 10,00 | 64,00 | 25,00 |    |    |     |

Las brevas 'Colar' son frutos de forma aperada, grandes, con un peso promedio de 89,00 gr, con una relación de Anchura x Longitud:51,30 x 75,93 mm, y una longitud de pedúnculo de 4,0 mm. Tienen una epidermis elástica, con firmeza media, aptitud de rayado baja, con color de fondo púrpura oscuro a negro y sobre color marrón rojizo en la zona del cuello  con bandas regulares púrpura oscuro marcando las costillas. Lenticelas pequeñas abundantes. Con un ºBrix (Media de 5 muestras) de 17,0 de sabor dulce, con mesocarpio blanco, con color de la pulpa granate, con cavidad interna pequeña, con numerosos aquenios medianos. De una calidad buena en su valoración organoléptica, son de un inicio de maduración a partir del 7 de junio. Son resistentes a la manipulación y al transporte.
Las higos presentan una relación de calibres con respecto al % de los frutos:
| Calibre | +25 | 25 | 30   | 36    | 45    | 56    | -56 |
| ------- | --- | -- | ---- | ----- | ----- | ----- | --- |
| (%)     |     |    | 8,90 | 44,40 | 28,89 | 17,56 |     |

Los higos 'Colar' son frutos de forma aperada, de tamaño medio, con un peso promedio de 33,25 gr, con una relación de Anchura x Longitud:41,26 x 51,70 mm, y una longitud de pedúnculo de 5,00 mm. Tienen una epidermis elástica, con firmeza media, aptitud de rayado baja, con alguna raya gruesa longitudinal que le da un atractivo visual, con color de fondo negro y sobre color ausente. Con un ºBrix (Media de 5 muestras) de 24,36 de sabor muy dulce, con color de la pulpa miel rosa, con cavidad interna pequeña, con numerosos aquenios medianos. De una calidad buena en su valoración organoléptica, son de un inicio de maduración a partir del 26 de julio. Su resistencia a la manipulación es regular.

Higos de la variedad 'Colar'
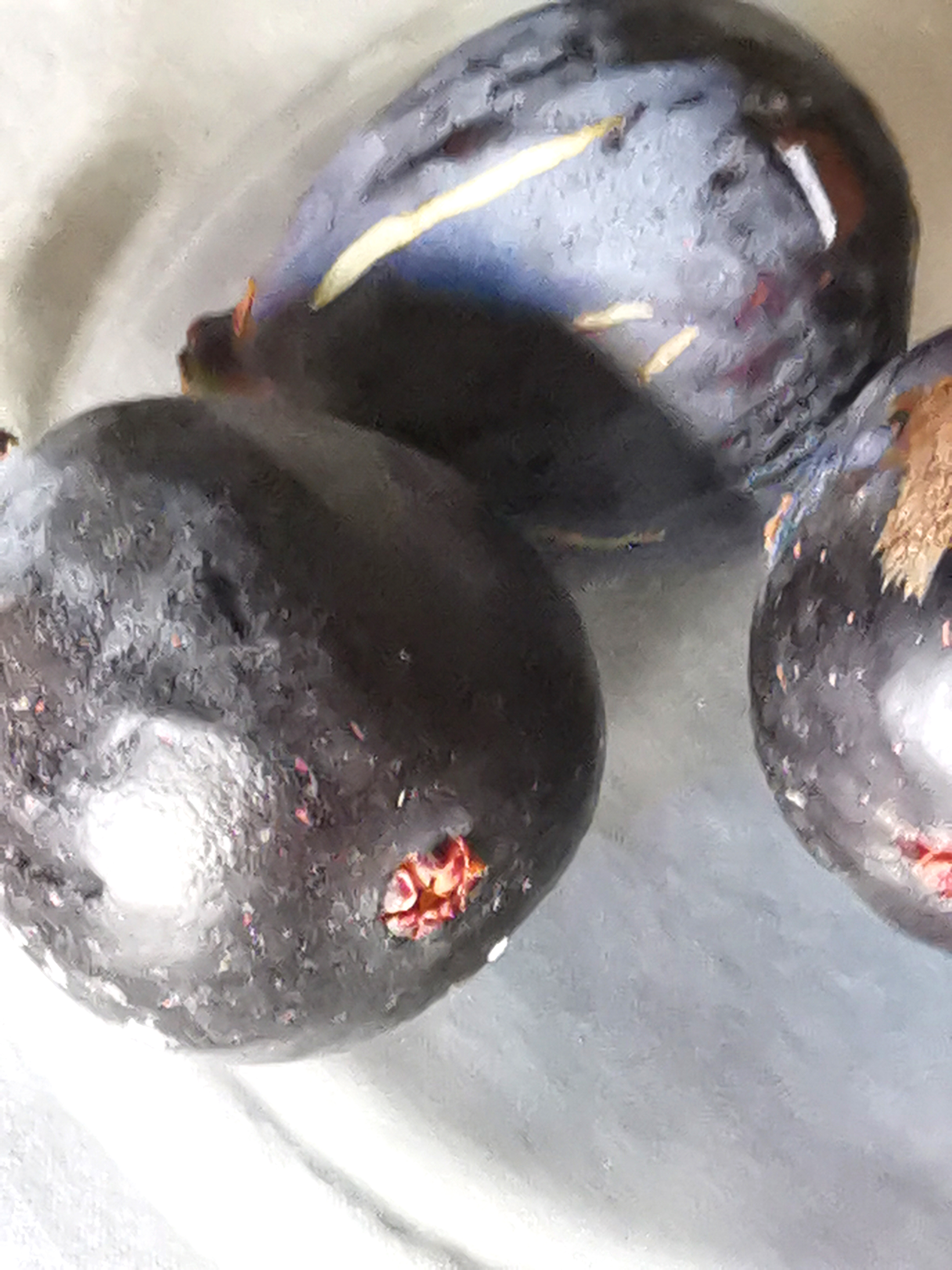
Higos 'Colar'.
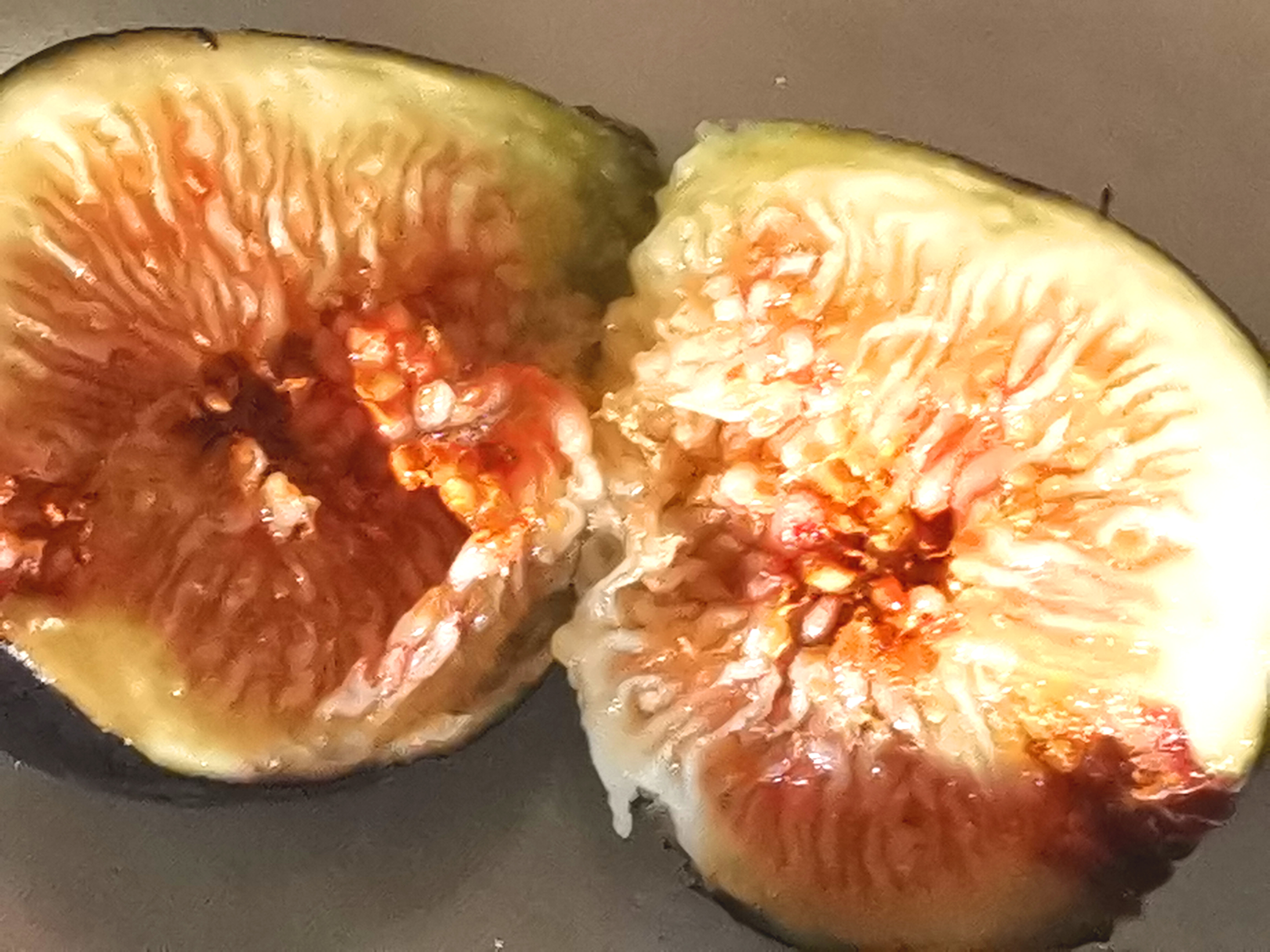
Pulpa y aquenios de higos 'Colar'.
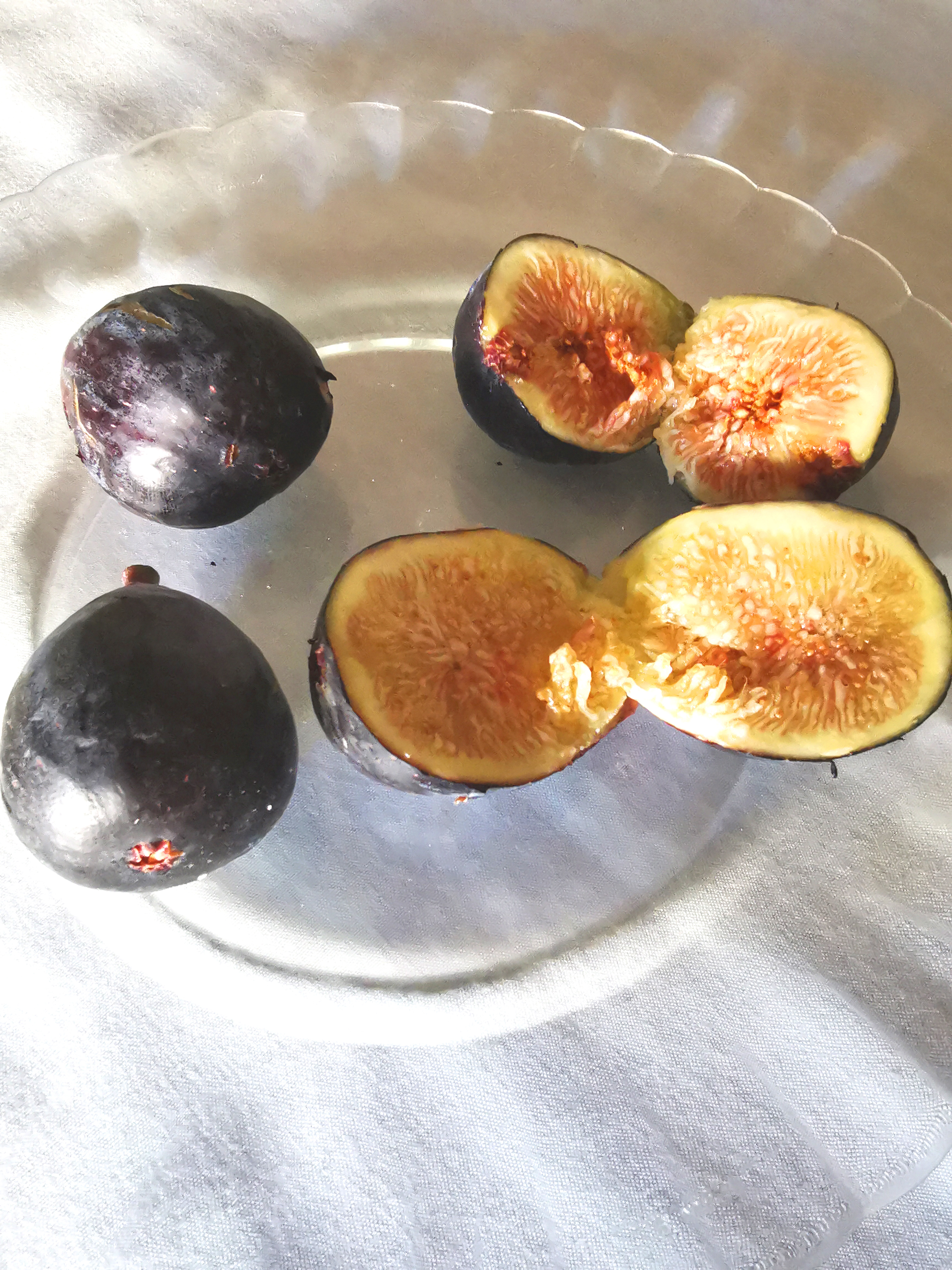
Higos 'Colar' enteros y partidos.

Apta para breva e higo para consumo en fresco. Es una  de las variedades más cultivadas en el sureste de España por sus brevas e higos de excelente calidad y adaptación a cultivos de alta densidad.

## Cultivo, usos y aplicaciones
Esta variedad está perfectamente adaptada al cultivo de secano y presenta frutos de calidad.
Está siendo cultivado en los municipios del valle de Albaida en la provincia de Valencia y en Vega Baja del Segura de la provincia de Alicante.